# Quintela de Hedroso
Quintela de Hedroso (llamada oficialmente San Cosmede de Quintela de Hedroso) es una parroquia y un lugar del municipio español de Viana del Bollo, en la provincia de Orense, Galicia.

## Toponimia
La parroquia también es conocida por los nombres de San Cosme de Quintela de Edroso, San Cosme de Quintela de Hedroso y San Cosmede de Quintela de Edroso.

## Organización territorial
La parroquia está formada por una entidad de población:
- Quintela de Hedroso	(Quintela de Edroso)

## Demografía
Gráfica demográfica del lugar y parroquia de Quintela de Hedroso según el INE español:
| Gráfica de evolución demográfica de Quintela de Hedroso entre 2000 y 2023 |
|                                                                           |
| Datos según el nomenclátor publicado por el INE.                          |